# Leopardus braccatus
Leopardus braccatus är ett rovdjur i familjen kattdjur som förekommer i Sydamerika. Djuret räknades tidigare som underart till pampaskatten (Leopardus colocolo) men godkändes i en avhandling från 1994 samt i standardverket Mammal Species of the World (2005) som självständig art.

## Systematik och utbredning
García-Perea delar i en avhandling från 1994 pampaskattens bestånd i tre arter. Indelningen begrundas huvudsakligen med morfologiska skillnader.
- Leopardus braccatus lever i fuktiga och varma gräsmarker i Brasilien, Paraguay och Uruguay.
- Leopardus colocolo förekommer i Chile väster om Anderna.
- Leopardus pajeros hittas från Ecuador till södra Argentina.

Wilson & Reeder (2005) följer denna indelning. En molekylärgenetisk undersökning av Johnson et al. (1999) hittade vissa genetiska skillnader hos olika populationer av pampaskatten som möjligen kan tolkas som olika underarter men de stödjer inte García-Pereas indelning. Därför listas Leopardus braccatus inte av IUCN.

## Utseende
Arten når en kroppslängd (huvud och bål) av 52 till 56 cm och en svanslängd av 23 till 33 cm. Den är på så vis lite mindre än pampaskatten. Leopardus braccatus skiljer sig från pampaskatten och den nära besläktade arten Leopardus pajeros även i detaljer av skallens och tändernas konstruktion samt i differenser i pälsens utseende. Vikten är onkring 3 kg.
Pälsens färg kan enligt García-Perea (1994) delas i två typer, 3A och 3B. Hos typ 3A är pälsen näst enhetlig brun med otydliga mörkare rosetter vid kroppssidorna. Längs ryggens överkant sträcker sig en något mörkare strimma. Svansen bär inga ringar men har en svart spets. På extremiteterna finns svarta tvärstrimmor och fötterna är svarta. Typ 3B är allmänt blekare och mera gulbrun. Rosetterna på sidorna är tydligare medan benens strimmor är mera otydlig. Även svansens spets är mera brun.
Klorna är kraftig böjda och kan dras in.

## Ekologi
På grund av den oklara taxonomin finns nästan inga avhandlingar som beskriver levnadssättet av arten. Allmänt liknar det pampaskattens beteende. Liksom pampaskatten är arten främst aktiv på natten. Födan utgörs av små fåglar och däggdjur, till exempel marsvin.
Efter dräktigheten som varar i 80 till 85 dagar föder honan en till tre ungar. Vilda individer kan leva 9 år och djur i fångenskap blev upp till 16,5 år gamla.